# 白浪泳龍屬
白浪泳龍屬（學名：Wapuskanectes）是蛇頸龍亞目薄板龍科的一屬，化石發現於加拿大亞伯達省的白堊紀地層。

## 體徵
白浪泳龍的正模標本（編號TMP 98.49.02）是一個關節相連的部分顱後身體骨骼，包含幾乎完整的肩帶。化石發現於亞伯達省麥梅里堡西方的礦坑，屬於Clearwater組地層的Wabiskaw段，地質年代約1億1200萬年前，相當於白堊紀早期的阿爾比階。白浪泳龍是目前已知存年代最早的北美洲薄板龍科動物。

## 命名
在2006年，Patrick S. Druckenmiller等人將化石進行敘述、命名，模式種是W. betsynichollsae。屬名裡的Wapuska在克里語意為「帶有白浪的水體」，來自於化石發現處的Wabiskaw段；nectes在古希臘文意為「游泳者」。種名則是以Elizabeth Betsy Nicholls博士為名，他是皇家泰瑞爾博物館的海生爬行動物部門館長，曾對中生代海生動物研究作出許多貢獻。